# 遠野りりこ
遠野 りりこ（とおの りりこ、1975年 - ）は、日本の小説家。

## 経歴・人物
東京都足立区生まれ。私立桜丘女子高等学校を卒業する。会社員を経て、派遣社員となる。2008年、「朝顔の朝」で第3回ダ・ヴィンチ文学賞読者賞を受賞する。同作を『朝に咲くまでそこにいて』と改題して刊行、小説家デビューを果たす。2011年、恋愛小説『マンゴスチンの恋人』で小学館が主催する第12回小学館文庫小説賞を受賞する。『マンゴスチンの恋人』は、漫画家の水谷愛によってコミカライズされている。同作は、『ダ・ヴィンチ』プラチナ本にも選ばれている。好きな作家として、宮部みゆき、池井戸潤、宮本輝、村上春樹、山本文緒、原尞、桐野夏生、金城一紀、宮藤官九郎を挙げている。

## 作品リスト

### 単行本
- 朝に咲くまでそこにいて（2008年8月 MF文庫ダ・ヴィンチ）
- 工場のガールズファイト（2009年6月 MF文庫ダ・ヴィンチ）
- マンゴスチンの恋人（2011年9月 小学館 / 2014年9月 小学館文庫）
- ディアレストガーデン（2012年3月 小学館 / 2015年7月 小学館文庫）

### アンソロジー
「」内が収録されている遠野りりこの作品
- 密やかな口づけ（2014年2月 幻冬舎文庫）「蜜しぼり」

### 雑誌掲載作品
- ミチスガラ - 『きらら』2012年9月号（小学館）
- ＡＬＢＡ（前編）- 『紡』2013年7月号（実業之日本社）
- ＡＬＢＡ（後編）- 『紡』2013年8月号（実業之日本社）
- ハッピーメーター - 『小説すばる』2013年6月号
- しょっぱいソーダ - 『小説すばる』2013年10月号
- 砂漠の種は芽吹くのか - 『小説すばる』2015年11月号
- ハートフルマン - 『小説すばる』2017年4月号
- 木通と守宮 - 『小説すばる』2017年9月号

## メディア・ミックス

### 漫画
- マンゴスチンの恋人（2013年10月 小学館 フラワーコミックススペシャル） - 画：水谷愛